# Eupithecia oroba
Eupithecia oroba là một loài bướm đêm trong họ Geometridae.